# باغ صفا
باغ صفا، شهری در بخش باغ صفا شهرستان سرچهان در استان فارس ایران است. این شهر، مرکز بخش باغ صفا است.

## جمعیت
بر پایه سرشماری عمومی نفوس و مسکن در سال ۱۳۹۵، جمعیت شهر باغ صفا برابر با ۹۰۸ نفر (۲۷۶ خانوار) بوده است.